# Zuid-Afrikaanse Formule Ford
De Zuid-Afrikaanse Formule Ford is het Formule Ford kampioenschap in Zuid-Afrika. Dit kampioenschap is opgericht in 1999. Er zijn hier twee verschillende competities: auto's met een Ford Zetec motor en auto's met een Ford Kent motor. Een seizoen voor de Ford Zetec bestaat uit 8 races. Een seizoen voor de Ford Kent auto's bestaat uit 10 races. Volgens de coureurs is het Zetec kampioenschap een hoger niveau dan het Kent kampioenschap. Alle auto's worden door D.A.W. Racing gemaakt.

## Kampioenen

### Zetec
| Jaar | Coureur        | Punten |
| ---- | -------------- | ------ |
| 2002 | Morne Jurgens  | 136    |
| 2003 | Morne Jurgens  | 154    |
| 2004 | Robert Wolk    | 147    |
| 2005 | Robert Wolk    | 150    |
| 2006 | Brett Mayberry | 151    |
| 2007 | Jayde Kruger   | 143    |